# Andrée Christensen
Andrée Christensen, née le 16 avril 1952 à Ottawa, est une poète, romancière, traductrice, réviseure et artiste visuelle franco-ontarienne.

## Biographie
Originaire d'Ottawa, Andrée Christensen est une artiste multidisciplinaire : collages, photographies, écriture de romans et de poésie. Auteure de plus de vingt titres, Andrée Christensen collabore à l'écriture de plusieurs ouvrages collectifs en plus de participer à de nombreuses expositions individuelles et collectives,,,.
Elle exerce également le métier de professeure de français langue seconde, puis celui de traductrice et réviseure au ministère du Patrimoine canadien. De plus, elle est responsable de la qualité du français du Musée virtuel du Canada.
En poésie, elle fait paraître plusieurs titres dont Noces d’ailleurs (Éditions du Vermillon, 1993), Les visions d'Isis : mystères alchimiques en vingt-quatre heures (Éditions du Vermillon, 1997), Racines de neige (Éditions David, 2013), Épines d'encre : trente-trois masques de la rose (Éditions David, Vermillon, 2016) ainsi que Chambres rêvantes : nocturnes (Éditions David, 2020),,.
En collaboration avec Jacques Flamand, elle publie, toujours en poésie, Lithocronos ou le premier vol de la pierre (Éditions du Vermillon, 1999), Que l’apocalypse soit ! Chants nouveaux de la Sibylle (Éditions David, 2000) ainsi que Géologie de l’intime (Éditions du Vermillon, 2009),,.
Comme romancière, Andrée Christensen publie Depuis toujours, j’entendais la mer : roman-tombeau (Éditions David, 2007), La mémoire de l'aile (Éditions David, 2010) ainsi que L'Isle aux abeilles noires (Éditions David, 2018),,,. Elle est aussi l'auteure d'un récit qui s'intitule Le livre des sept voiles (Éditions du Nordir, 2001).
Andrée Christenen tente souvent, au travers de ses poèmes symboliques, de réconcilier les contraires et d'apprivoiser la mort. Dans la revue littéraire Nuit Blanche, Metka Zupančič, affirme que ce qui ressort des textes de Christensen « c’est une harmonie toute particulière, faite de contrastes et d’intensités qui se combinent pour produire un vrai plaisir de lecture qui, presque paradoxalement, se fait tout en douceur ».
Récompensée d’une trentaine de prix et distinctions, elle reçoit notamment le Prix Christine-Dumitriu-Van-Saanen (2004, 2007), Prix littéraire Le Droit (2014, 2016), ainsi que le Prix du livre d'Ottawa (1995, 2014, 2017, 2019),.

## Œuvres

### Poésie
- Le châtiment d’Orphée, avec des photographies de Jennifer Dickson, Ottawa, Éditions du Vermillon, 1990, 120 p. (ISBN 0919925545)
- Lèvres d’aube, Suivi de, L’ange au corps, Ottawa, Éditions du Vermillon, 1992, 128 p. (ISBN 0-919925-82-0)
- Noces d’ailleurs, Ottawa, Éditions du Vermillon, 1993, 92 p. (ISBN 1-895873-04-5)
- Pavane pour la naissance d'une infante défunte : collage dramatique, Ottawa, Le Nordir, 1993, 150 p. (ISBN 2-921365-17-0)
- Miroir de la sorcière : triptyque de transformation, Ottawa, Le Nordir, 1996, 1997, 1998, 3 vol (La femme sauvage, Sacra privata, Le livre des ombres) (ISBN 2-921365-77-4)
- Les visions d'Isis : mystères alchimiques en vingt-quatre heures, avec neuf illustrations de Pavel Skalnik inspirées par le texte, Ottawa, Éditions du Vermillon, 1997, 107 p. (ISBN 1-895873-57-6)
- Lithocronos ou le premier vol de la pierre, en collaboration avec Jacques Flamand, autour de quinze photographies d'Andrée Christensen, Ottawa, Éditions du Vermillon, 1999, 99 p. (ISBN 1-895873-78-9)
- Que l’apocalypse soit ! Chants nouveaux de la Sibylle, en collaboration avec Jacques Flamand, Ottawa, Éditions David, 2000, 134 p. (ISBN 2-922109-36-4)
- Cigale d’avant-poème : gestation en quatre actes, avec des illustrations de Christine Palmiéri, Ottawa, Éditions du Vermillon, 2003, 123 p. (ISBN 1-894547-67-5)
- Géologie de l’intime, en collaboration avec Jacques Flamand, Ottawa, Éditions du Vermillon, 2009, 81 p. (ISBN 978-1-897058-92-3)
- Racines de neige, avec des œuvres de l'auteure, Ottawa, Éditions David, 2013, 135 p. (ISBN 9782895973843)
- Épines d'encre : trente-trois masques de la rose, Ottawa, Éditions David, Vermillon, 2016, 160 p. (ISBN 9782895975380 et 9781771202336)
- Chambres rêvantes : nocturnes, Ottawa, Éditions David, 2020, 125 p. (ISBN 9782895977667)

### Romans
- Depuis toujours, j’entendais la mer : roman-tombeau, Ottawa, Éditions David, 2007, 296 p. (ISBN 9782895970699 et 9782895972211)
- La mémoire de l'aile, Ottawa, Éditions David, 2010, 371 p. (ISBN 978-2-89597-152-8)
- L'Isle aux abeilles noires, Ottawa, Éditions David, 2018, 348 p. (ISBN 9782895976547 et 9782895976813)

### Récit
- Le livre des sept voiles, Ottawa, Éditions du Nordir, 2001, 145 p. (ISBN 2-89531-001-7)

## Prix et honneurs
- 1991 - Récipiendaire : Prix de poésie de l'Alliance française d'Ottawa-Hull (pour Le Châtiment d'Orphée)[1]
- 1993 - Finaliste : Prix de poésie de l'Alliance française d'Ottawa-Hull (pour Lèvres d’aube suivi de L'Ange au corps)[17]
- 1995 - Récipiendaire : Prix du livre d'Ottawa (pour Noces d’ailleurs)[18]
- 1997 - Récipiendaire : Grand Prix du Salon du livre de Toronto (pour Sacra Privata)[1]
- 2000 - Récipiendaire : Prix Trillium (avec Jacques Flamand pour Lithochronos ou Le premier vol de la pierre)[19]
- 2001 - Finaliste : Prix des lecteurs Radio-Canada (pour Le livre des sept voiles)[20]
- 2003 - Finaliste : Prix du livre d’Ottawa (pour Le livre des sept voiles)[21]
- 2004 - Récipiendaire : Prix Christine-Dumitriu-Van-Saanen (pour Racines de neige)[22]
- 2008 - Récipiendaire : Prix Émile-Ollivier (pour Depuis toujours, j’entendais la mer)[23]
- 2008 - Récipiendaire : Prix du livre d'Ottawa (pour Depuis toujours, j’entendais la mer)
- 2007 - Récipiendaire : Prix Christine-Dumitriu-Van-Saanen (pour Depuis toujours, j’entendais la mer)[24]
- 2007 - Finaliste : Prix littéraire Le Droit (pour Depuis toujours, j’entendais la mer)[25]
- 2007 - Finaliste : Prix Christine-Dumitriu-van-Saanen (pour Depuis toujours, j’entendais la mer)[26]
- 2013 - Récipiendaire : Prix Christine-Dumitriu-Van-Saanen (pour Racines de neige)[27]
- 2014 - Récipiendaire :  Prix littéraire Le Droit (pour Racines de neige)[28]
- 2014 - Finaliste : Prix Émile-Ollivier (pour Racines de neige)[29]
- 2011 - Finaliste : Prix des lecteurs Radio-Canada (pour La mémoire de l'aile)[30]
- 2016 - Récipiendaire : Prix littéraire Le Droit (pour Épines d'encre)
- 2017 - Récipiendaire : Prix du livre d'Ottawa (pour Épines d'encre)[31]
- 2019 - Finaliste : Prix du livre d’Ottawa (pour L'Isle aux abeilles noires)[32]
- 2020 - Finaliste : Prix Champlain (pour L'Isle aux abeilles noires)[33]